# Vuelo 402 de Canadian Pacific Air Lines
El vuelo 402 de Canadian Pacific Airlines fue un avión que el 4 de marzo de 1966 se accidentó en el Aeropuerto Internacional de Haneda, en Tokio, Japón, cuando el vuelo tocó las luces de aproximación durante un intento de aterrizaje nocturno, con poca visibilidad. De los 62 pasajeros y 10 tripulantes, sólo sobrevivieron 8 personas. El vicepresidente de American Broadcasting Company, quien había estado de gira por las oficinas de Asia de la cadena fue una de las 64 víctimas mortales.

## Accidente
El avión involucrado fue un McDonnell Douglas DC-8-43, c/n 45761/237, entregado a la aerolínea el 14 de octubre de 1965.
El aparato que cubría el vuelo 402 desde Hong Kong a Vancouver con escala en Tokio, despegó a las 16.14 (Hora Estándar del Japón) desde el Aeropuerto Internacional Kai Tak en la primera parte del viaje. 
El vuelo estuvo por casi una hora en el aire esperando a que la visibilidad mejorara en el destino para el aterrizaje. El controlador de la torre le autorizó una aproximación por instrumentos al mejorar la visibilidad, pero la tripulación tuvo que abortarla cuando la visibilidad volvió a caer. A las 20:05 hora local, el piloto comunicó por radio a la torre de control que se estaba desviando a Taiwán y le dicen que la visibilidad en el aeropuerto ha aumentado. Entonces, el piloto decidió hacer otra aproximación antes de desviarse.
La aproximación controlada era normal hasta que se vio al avión descender de repente por debajo de la senda de planeo en el radar de aproximación de precisión. A 850 m (2800 pies) desde el umbral de la pista, las ruedas de aterrizaje de la aeronave golpearon parte del sistema de iluminación de aproximación. El piloto perdió el control del avión al chocar contra varios obstáculos, incluyendo 2 metros de dique en el umbral de la pista, dejando un rastro de 800 m de longitud de restos en llamas en el aeropuerto.

## Investigación
Un equipo de investigación japonés concluyó en su informe, publicado en 1968, que no había ninguna falla en la torre de control del aeropuerto. Afirmaron que la causa era error del piloto, aunque reconoce que la mala visibilidad podrían haber causado una ilusión óptica que pudo confundir a la tripulación. La declaración de causa probable fue que el «piloto calculó mal la aproximación al aterrizaje en condiciones meteorológicas excepcionalmente difíciles».

## Otros accidentes en Japón
Este accidente fue uno de los cinco desastres aéreos fatales (cuatro comerciales y uno militar) en Japón durante 1966. Menos de 24 horas después, el vuelo 911 de BOAC, un Boeing 707 estaba haciendo rodaje por la pista, aún con los restos humeantes del DC-8, cuando estalló poco después de despegar al encontrar turbulencia extrema, cayendo en el Monte Fuji, mientras volaba en dirección opuesta hacia Hong Kong, matando a los 124 pasajeros y miembros de la tripulación. Esto elevó la cifra total de muertos en el área de Tokio a 188, un récord para un solo día.
Menos de un mes antes, el vuelo 60 de All Nippon Airways, un Boeing 727 se estrelló en la bahía de Tokio durante las maniobras de aproximación para aterrizar en el mismo aeropuerto, matando a las 133 personas a bordo. Además de otros dos incidentes ocurridos el 26 de agosto y 13 de noviembre. El efecto combinado de estos cinco accidentes sacudió la confianza del público en la aviación comercial en Japón, y las dos principales compañías aéreas (Japan Air Lines y All Nippon Airways) se vieron obligadas a reducir algunos servicios domésticos debido a la disminución de la demanda.